# Schopfmeerschweinchen

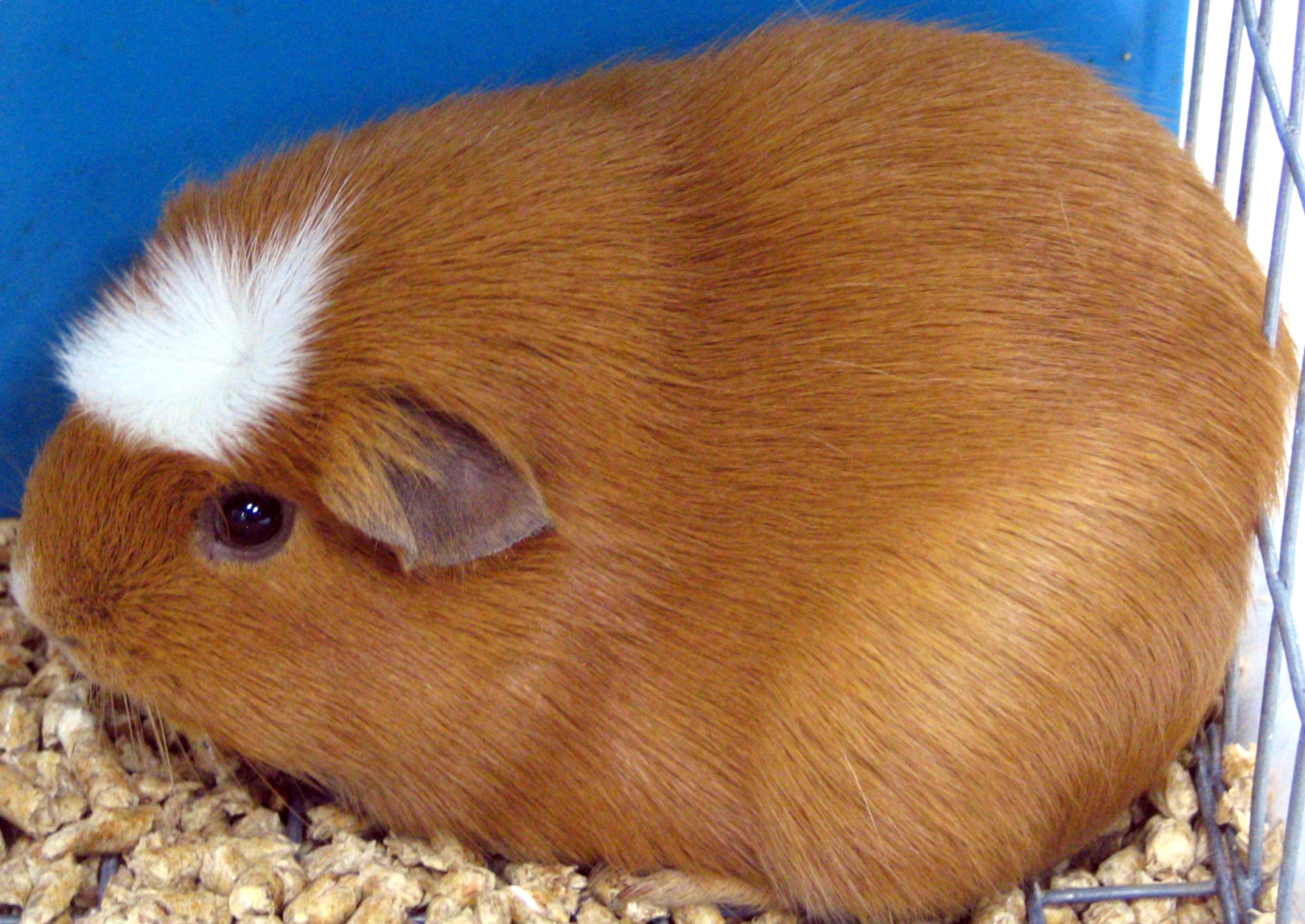
American Crested-Meerschweinchen

Das Schopfmeerschweinchen ist eine Rasse des Hausmeerschweinchen. In den englischsprachigen Ländern lautet der Name für diese Tiere English Crested.

## Aussehen
An der Stirn haben diese Tiere eine Fellkrone (engl. crested). Die Felllänge sollte 3 Zentimeter nicht unterschreiten. Das glatte Fell hat nur wenig Unterwolle. Im übrigen Körperbau und dem Fell unterscheiden sich diese Tiere im Körperbau nicht von den des Glatthaarmeerschweinchens.

### Englisch Crested
Das Englisch Crested-Meerschweinchen  besitzt eine Fellkrone am Kopf, welche der Fellfarbe des übrigen Körpers entspricht.

#### Anerkannte Farben
Es sind viele Farben bekannt wie Agouti, einfarbig Schwarz, einfarbig Rot, einfarbig Weiß und einfarbig Creme.

### American Crested
Das American Crested-Meerschweinchen  besitzt eine Fellkrone am Kopf, die immer komplett weiß ist. Der übrige Körper kann andere Farben aufweisen.

#### Anerkannte Farben
Folgende Farben sind anerkannt: einfarbig Schwarz, einfarbig Rot, Rotschwarz, Gold, Buff mit weißer Krone. Am häufigsten ist Rot.